# Monte Perobolço
Monte Perobolço ist ein Ort und eine ehemalige Gemeinde (Freguesia) im portugiesischen Kreis Almeida. In der Gemeinde lebten 61 Einwohner (Stand 30. Juni 2011).
Am 29. September 2013 wurden die Gemeinden Monte Perobolço, Mesquitela, Castelo Mendo und Ade zur neuen Gemeinde União das Freguesias de Castelo Mendo, Ade, Monteperobolso e Mesquitela zusammengefasst. Monte Perobolço ist Sitz dieser neu gebildeten Gemeinde.
Der Bischof von Beja, José dos Santos Marcos, wurde hier geboren.